# Tillandsia sierrajuarezensis
Tillandsia sierrajuarezensis är en gräsväxtart som beskrevs av Eizi Matuda. Tillandsia sierrajuarezensis ingår i släktet Tillandsia och familjen Bromeliaceae. Inga underarter finns listade i Catalogue of Life.